# Myriactis tubicola
Myriactis tubicola is een zeeanemonensoort uit de familie Stichodactylidae. De anemoon komt uit het geslacht Myriactis. Myriactis tubicola werd in 1888 voor het eerst wetenschappelijk beschreven door Haddon. 